# K Panzerkampfwagen
K-Wagen (Kolossal-Wagen) a fost un prototip de tanc german din Primul Război Mondial.